# FreeOTFE
FreeOTFE je free program s otevřenými zdrojovými kódy pro „on-the-fly“ transparentní šifrování disku pro PC a PDA. S tímto programem můžete vytvořit jeden nebo více virtuálních disků. Tento disk se chová jako normální disk s tím drobným rozdílem, že cokoliv zapsané na takový disk se transparentně a bezpečně zašifruje předtím, než se to uloží na hard disk.

## Algoritmy
FreeOTFE podporuje mnoho různých kryptografických algoritmů.

### Šifrovací algoritmy
- AES
- Blowfish
- CAST5 / CAST6
- DES / 3DES
- MARS
- RC6
- Serpent
- Twofish

### Hashovací algoritmy
- MD2
- MD4
- MD5
- RIPEMD-128
- RIPEMD-160
- RIPEMD-224
- RIPEMD-320
- SHA-1
- SHA-224
- SHA-256
- SHA-384
- SHA-512
- Tiger
- Whirlpool